# Castrillo-Tejeriego
Castrillo-Tejeriego est une commune de la province de Valladolid dans la communauté autonome de Castille-et-León en Espagne.

## Sites et patrimoine
- Église Santa María Magdalena
- Chapelle de Capilludos

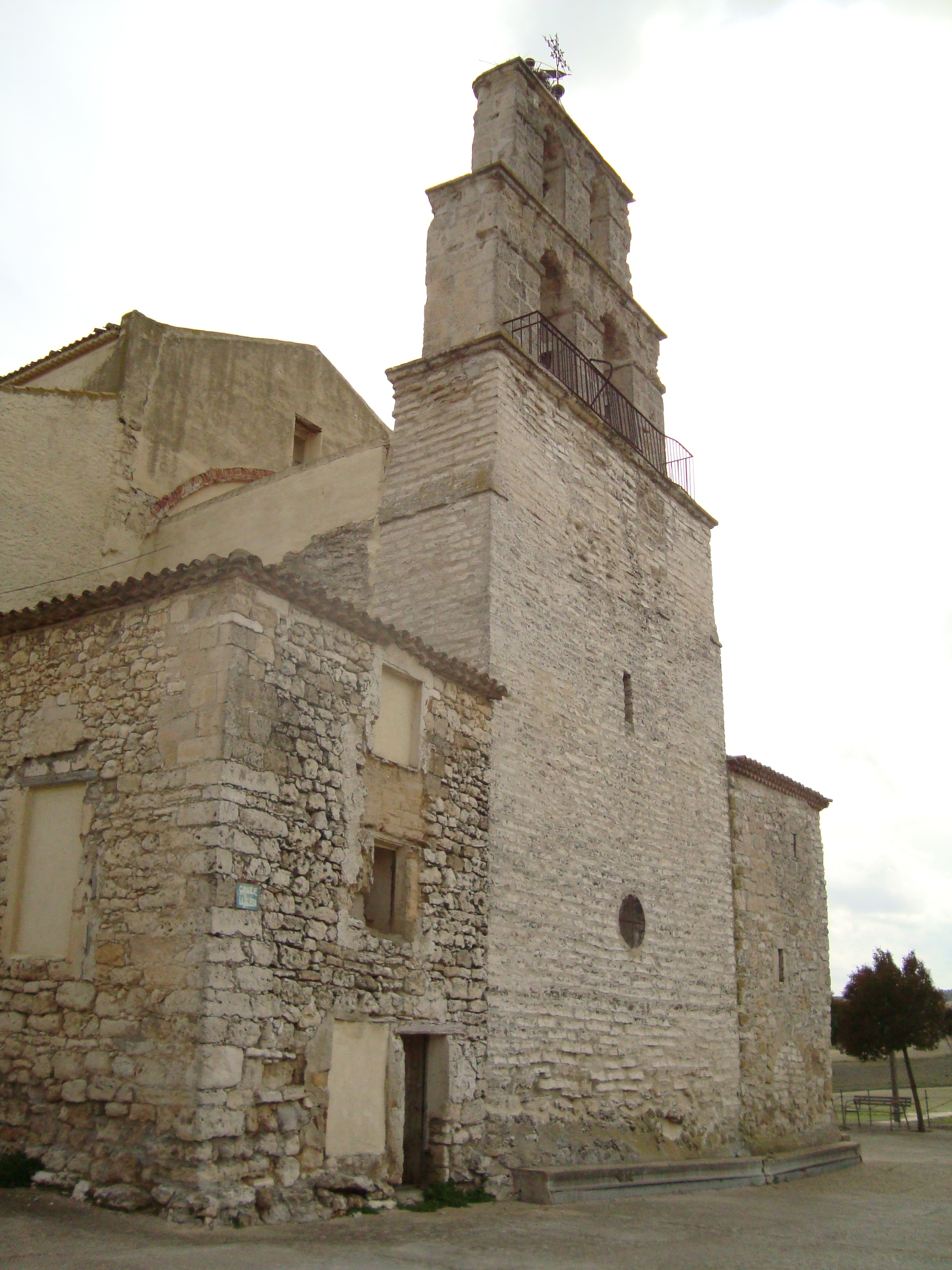
Église Santa María Magdalena.